# Finning International
Die Finning International Inc., ansässig in Vancouver, British Columbia, ist ein 1933 gegründetes Unternehmen, das Caterpillar-Produkte vertreibt und wartet.

## Geschichte
Das Unternehmen wurde 1933 von dem ehemaligen Caterpillar-Verkäufer Earl B. Finning gegründet. Der bis dahin in Kalifornien lebende Finning war der Ansicht, in British Columbia den richtigen Markt für ein eigenes Vertriebsunternehmen gefunden zu haben. Seine bis heute erhaltene Unternehmenspolitik bestand darin, die Maschinen nicht nur zu verkaufen, sondern auch für die Wartung und die Versorgung von Ersatzteilen zu sorgen. Die erste Zweigstelle wurde 1937 in Nelson gegründet, weitere folgten.
Finning blieb, trotz des inzwischen verstorbenen Gründers, bis 1969 in Familienbesitz. Nach dem Börsengang folgten die Akquisition von mehreren kleinen Unternehmen. Seit den 1980ern ist Finning auch international tätig, so wurde 1983 das Recht erworben, Caterpillar in Großbritannien zu vertreten. In den 1990ern wurde der chilenische Markt erschlossen, Unternehmensübernahmen und Expansionen folgten, was Finning zum Vertriebsmonopolisten für Caterpillar-Produkte in Chile und Großbritannien machte.
2003 wurden weitere Niederlassungen in Argentinien, Bolivien und Uruguay gegründet. Derzeit ist Finning International Inc. der weltweit größte Caterpillar Händler. Als börsennotierte Kapitalgesellschaft wird ihre Aktie an der Toronto Stock Exchange (TSX) gehandelt.

## Produkte
Das Unternehmen bietet individuelle Lösungen für verschiedenste Branchen. Typisch wären der Bergbau, das Baugewerbe, die Energie-, Forst- und Landwirtschaft, sowie die Fördertechnik zu nennen. Dabei können die Maschinen und Motoren gekauft, gemietet, oder auch nur gewartet werden.

## Standorte
Finning International ist in drei untergliederte Unternehmensbereiche eingeteilt. Ihre Hauptsitze sind:
- Finning Kanada (FINCA): Alberta und Edmonton (für: British Columbia, Alberta, Yukon, die Nordwest-Territorien, und ein Teil des Territoriums von Nunavut).
- Finning Southamerica (FINSA): Santiago (für: Chile, Argentinien, Uruguay und Bolivien).
- Finning United Kingdom and Ireland (FINUKI): Cannock (für: England, Schottland, Wales, die Falklandinseln und die Kanalinseln).